# Ordre de l'Étoile de Yougoslavie
Pour les articles homonymes, voir Ordre de l’Étoile.
L’ordre de l’Étoile de Yougoslavie ou ordre de l’Étoile yougoslave (en serbo-croate : Orden jugoslavenske zvijezde ou Orden jugoslovenske zvezde ; en slovène : Red jugoslovanske zvezde ; en macédonien : Орден југословенска ѕвезда), créé en 1954, était la plus haute distinction honorifique décernée par la Yougoslavie. À partir de 1961, l'ordre fut lui-même subdivisé en quatre grades, dont le plus élevé était celui de la « Grande étoile de Yougoslavie ». Cette distinction était le plus souvent accordée à des chefs d'État étrangers dans le but de développer et de renforcer la coopération internationale ; elle fut également donnée à de hauts dignitaires de l'État yougoslave[réf. nécessaire].
À partir de 1998, l’ordre de l’Étoile de Yougoslavie fut également le second ordre de distinction de la république fédérale de Yougoslavie puis de la Serbie-et-Monténégro.

## Historique
L’ordre de l’Étoile de Yougoslavie a été créé par le président de Yougoslavie Josip Broz Tito le 1er février 1954. Il comptait alors trois grades avant que l’amendement de la loi sur les décorations du 1er mars 1961 ne porte ce nombre à quatre : la Grande étoile de Yougoslavie, qui apparaît lors de cette amendement et qui constituait la plus haute distinction de la République, l'Étoile de Yougoslavie avec écharpe, nommée avant 1961 « Ordre de l'Étoile de Yougoslavie de 1re classe », qui arrivait au 6e rang des récompenses de la République, l'Étoile de Yougoslavie à couronne d'or (ancien Ordre de l'Étoile de Yougoslavie de 2de classe), 14e dans l'ordre de préséance, et l'Étoile de Yougoslavie portée en cravate (ancien Ordre de l'Étoile de Yougoslavie de 3e classe), qui arrivait au 24e rang des dignités.
Après la dissolution de la République fédérative socialiste de Yougoslavie, la république fédérale de Yougoslavie (1992-2003) reprend à son compte l'Ordre de l'Étoile de Yougoslavie ; il passe alors, en 1998, au 2e rang des distinctions après l'ordre de Yougoslavie. Il est repris plus tard par la Serbie-et-Monténégro (2003-2006). Pendant cette période, il est subdivisé en quatre grades : la Grande étoile de Yougoslavie, l'Étoile de Yougoslavie de 1re classe (7e dans le rang des distinctions), l'Étoile de Yougoslavie de 2de classe (20e) et l'Étoile de Yougoslavie de 3e classe (31e).
Jusqu'en 1985, la Grande étoile a été attribuée 127 fois, dont 115 fois à des étrangers et 27 fois à des Yougoslaves[réf. nécessaire].

## Récipiendaires

### République fédérative socialiste de Yougoslavie

#### Personnalités étrangères
- Paul I, roi des Hellènes - 2 juin 1954
- Haïlé Sélassié, empereur d'Éthiopie - 21 juillet 1954[3]
- Mohammad Zaher Shah, roi d'Afghanistan - 1er novembre 1960
- Hassan II, roi du Maroc - 1er avril 1961
- Léonid Brejnev, dirigeant de l'Union soviétique - 1962
- Soekarno, président de la république d'Indonésie - 16 octobre 1963[4]
- Habib Bourguiba, président de la République tunisienne, 1965
- Mohammad Reza Pahlavi, chah d'Iran - 3 juin 1966
- Nicolae Ceaușescu, président de Roumanie - 1966
- Elena Ceaușescu, femme du président de Roumanie et future vice-premier ministre de Roumanie - 1966
- Norodom Sihanouk, roi du Cambodge - 17 février 1968
- Jacques Chaban-Delmas, Premier ministre français[5]
- Élisabeth II, reine du Royaume-Uni - 19 octobre 1972
- Prince Philip, duc d'Édimbourg - 19 octobre 1972
- Olav V, roi de Norvège[6]
- Harald V, roi de Norvège[7]
- Margrethe II, reine du Danemark
- Henrik, prince consort du Danemark
- Charles XVI Gustave, roi de Suède
- Yumjagiyn Tsedenbal, premier ministre de Mongolie
- Kurt Waldheim, secrétaire général des Nations unies
- Todor Jivkov, président de la Bulgarie[8]
- : Jean-Bedel Bokassa, empereur du Centrafrique
- Gaafar Nimeiry, président du Soudan
- Edward Gierek, premier secrétaire du Parti ouvrier unifié polonais
- Birendra, roi du Népal - 2 février 1974
- Jaber al-Ahmad al-Sabah, émir du Koweït - 3 février 1979
- Juliana, reine des Pays-Bas
- Bernhard, prince consort des Pays-Bas
- Beatrix, reine des Pays-Bas
- Hussein, roi de Jordanie - 11 février 1979[9]

#### Personnalités yougoslaves
- Josip Broz Tito, président de Yougoslavie - 1er février 1954
- Edvard Kardelj, président de l'Assemblée fédérale de Yougoslavie
- Svetozar Vukmanović, membre de l'Assemblée fédérale de Yougoslavie
- Petar Stambolić, président du conseil exécutif fédéral de Yougoslavie
- Mijalko Todorović, président de l'Assemblée fédérale de Yougoslavie
- Franc Leskošek, vice-président de l'Assemblée fédérale de Yougoslavie
- Veljko Vlahović, vice-président du conseil exécutif fédéral de Yougoslavie
- Jovan Veselinov, président de l'Assemblée nationale de la république populaire de Serbie
- Vladimir Bakarić, président de l'Assemblée nationale de la république populaire de Croatie
- Đuro Pucar, président de l'Assemblée nationale de la république populaire de Bosnie-Herzégovine
- Blažo Jovanović, président de l'Assemblée nationale de la république populaire du Monténégro
- Lazar Koliševski, président de l'Assemblée nationale de la république populaire de Macédoine
- Miha Marinko, président de l'Assemblée nationale de la république populaire de Slovénie

### République fédérale de Yougoslavie et Serbie-et-Monténégro
- Mouammar Kadhafi, chef d'État libyen - 26 octobre 1999[10]
- Igor Sergeyev, maréchal de la fédération de Russie, ministre de la Défense - 23 décembre 1999[11]
- Yuri Baluyevsky, général d'armée russe - 1999
- Li Peng, président du Comité permanent de l'Assemblée nationale populaire chinoise - 12 juin 2000[12]
- Akihito, empereur du Japon[13]
- Patriarche Pierre VII d'Alexandrie[14]
- Anatoly Kvashnin, général d'armée russe
- Ion Iliescu, président de la Roumanie - 8 septembre 2004[15]